# L'alieno (programma televisivo)
L'alieno è stato un programma televisivo italiano a sfondo politico, andato in onda nella stagione 2003-2004 su Italia 1 e condotto da Mario Giordano.